# NGC 2386
NGC 2386 – gwiazda optycznie potrójna znajdująca się w gwiazdozbiorze Bliźniąt (przez niektóre źródła uznawana za podwójną, gdyż tak właśnie wygląda w słabszych teleskopach; północny składnik można rozdzielić na dwie gwiazdy dopiero za pomocą dużego teleskopu). Skatalogował ją Lawrence Parsons 1 stycznia 1876 roku jako obiekt typu mgławicowego.